# Дипептидилпептидаза-4
Дипептидилпептидаза-4 (англ. dipeptidyl-peptidase 4; КФ 3.4.14.5) — мембранный фермент, гидролизирующий пептидную связь с C-конца пролина. Продукт гена человека DPP4 также известный как CD26.

## Функция
Фермент DPP4 является поверхностным антигеном и экспрессирован на поверхности большинства клеток организма. Участвует в иммунной регуляции, переносе сигнала и в апоптозе. Является внутримембранным гликопротеином и сериновой экзопептидазой, которая расщепляет пептидную связь в дипептиде X-пролин от N-конца полипептидов и белков.
Дипептидилпептидаза-4 является неспецифической протеазой и расщепляет широкий спектр субстратов. К субстратам этого фермента относятся пролин(или аланин-)-содержащие пептиды, включая факторы роста, хемокины, нейропептиды и вазоактивные пептиды.
DPP4 структурно близок к аттрактину, FAP, DPP8 и DPP9.
DPP4 играет важную роль в метаболизме глюкозы. Он обеспечивает деградацию инкретинов, таких как глюкагоноподобный пептид-1 (GLP-1).
Кроме этого, возможно, является супрессором развития рака и опухолей. Может также служить маркёром различных типов рака, так как часто повышен в крови и на поверхности злокачественных клеток при одних типах рака и, наоборот, понижен при других типах.
Взаимодействует с ферментом аденозиндеаминазой с высокой аффинностью, однако значение этого связывания не известно.
CD26 значительно активируется при клеточном старении вызванном многократным пассированием клеток в культуре
Ингибирование CD26 с помощью малой интерферирующией РНК или фармакологически с помощью обработки K579 — медленно действующим ингибитором CD26, задерживает клеточное старение МСК при их многократном пассировании в культуре.

## Клиническое значение
Существует класс пероральных гипогликемических препаратов, ингибиторов дипептидилпептидазы-4, механизм действия которых связан с ингибированием активности фермента и, как следствие, продлением эффекта инкретина in vivo.
В 2013 году было обнаружено, что с DPP4 связывается один из коронавирусов, подобный вирусу SARS (Middle East Respiratory Syndrome coronavirus) и, т. обр., DPP4 может служить мишенью соответствующей противовирусной терапии.. Предполагается что таким же способом с клеткой может связываться и SARS-CoV-2 вызвавший пандемию COVID-19